# NGC 5824
NGC 5824 (również NGC 5834, ESO 387-SC1 lub GCL 31) – gromada kulista znajdująca się w gwiazdozbiorze Wilka. Gromada jest położona w odległości ok. 104,7 tys. lat świetlnych od Słońca oraz 84,5 tys. lat świetlnych od centrum Galaktyki.
Jako pierwszy zaobserwował ją James Dunlop 14 maja 1826 roku, jednak ze względu na mnogość błędów w jego katalogu obiektów mgławicowych odkrycie to zostało zignorowane przez innych astronomów. Niezależnie gromadę odkrył John Herschel 9 maja 1831 roku, określił jednak jej pozycję ze sporym błędem. W 1882 roku zaobserwował ją Edward Barnard. Pozycje podane przez obu tych astronomów na tyle się różniły, że John Dreyer zestawiając swój katalog NGC błędnie uznał, że to dwa różne obiekty i skatalogował obserwację Herschela pod numerem NGC 5834, a Barnarda jako NGC 5824.